# A Fővárosi Állat- és Növénykert Emberszabásúak Háza
Az Emberszabásúak Háza vagy Új Majomház (viszonyítva a Régi Majomházhoz) a budapesti Fővárosi Állat- és Növénykert egyik ismert épülete.

## Története
Az épület helyén a 20. század elején épült Szarvasház állt korábban. Ezt azonban 1984-ben lebontották, és helyére építették fel a Budapesti Városépítési Tervező Vállalat (BVTV) tervezésében 1987-ben az Emberszabásúak Házát. (A Szarvasházat később a kert egy más részén építették fel.) Stílusa posztmodern, különlegességei az ajtók majomfejű kilincsei. A cikcakkos kiképzésű belső téren eredetileg négy nagy, vastag üvegtáblákon keresztül látható állattartó hely osztozott, ahol a síkvidéki gorillák, a csimpánzok, a szumátrai orangutánok és a sziamangok kaptak helyet. Belső tere 64 m2. 2003 decemberében egy 124 m2-es orangután lakosztály került átadásra. 
2003-ban a környezetvédelmi törvények módosítása miatt átépítésekre került sor, hogy az egyes fajok számára biztosítani tudják az előírt lakóterületet. Korábban a külső kifutóval addig nem rendelkező sziamangok kerültek át az elhunyt borneói orangután, Lajos helyére, a régi Majomházba. Helyükön egy ideig arany agutikat láthatott a nagyérdemű, majd az átépítések során hozzácsatolták az orangutánok helyéhez. A csimpánzokat Győrbe költöztették, hogy kifutójukat és belső lakóterüket a gorillákéhoz csapják.
Jelenleg tehát két fajt mutat be a ház, melynek alagsorában irodák működnek. Az egyesített, számos játékkal és mászókával díszített belső terek továbbra is elválaszthatóak az eredeti falak mentén, megkönnyítve a takarítást és az esetleges karbantartási és állatorvosi teendőket. A házhoz a déli, Állatkerti út felőli részen füves kifutó csatlakozik, ugyanúgy, mint az északi oldalhoz is, a gorillakifutó. A déli kifutókat egybenyitották, és gazdagon berendezték mászófákkal a szumátrai orangutánok számára.
Szomszédságában található a Bölényház, a Kós Károly-féle Régi Majomház és a Nagyszikla is. Utóbbi belsejében 2012-ben kialakított „Varázshegy” nevű kiállítóhellyel üvegfolyosó köti össze.

## Képtár

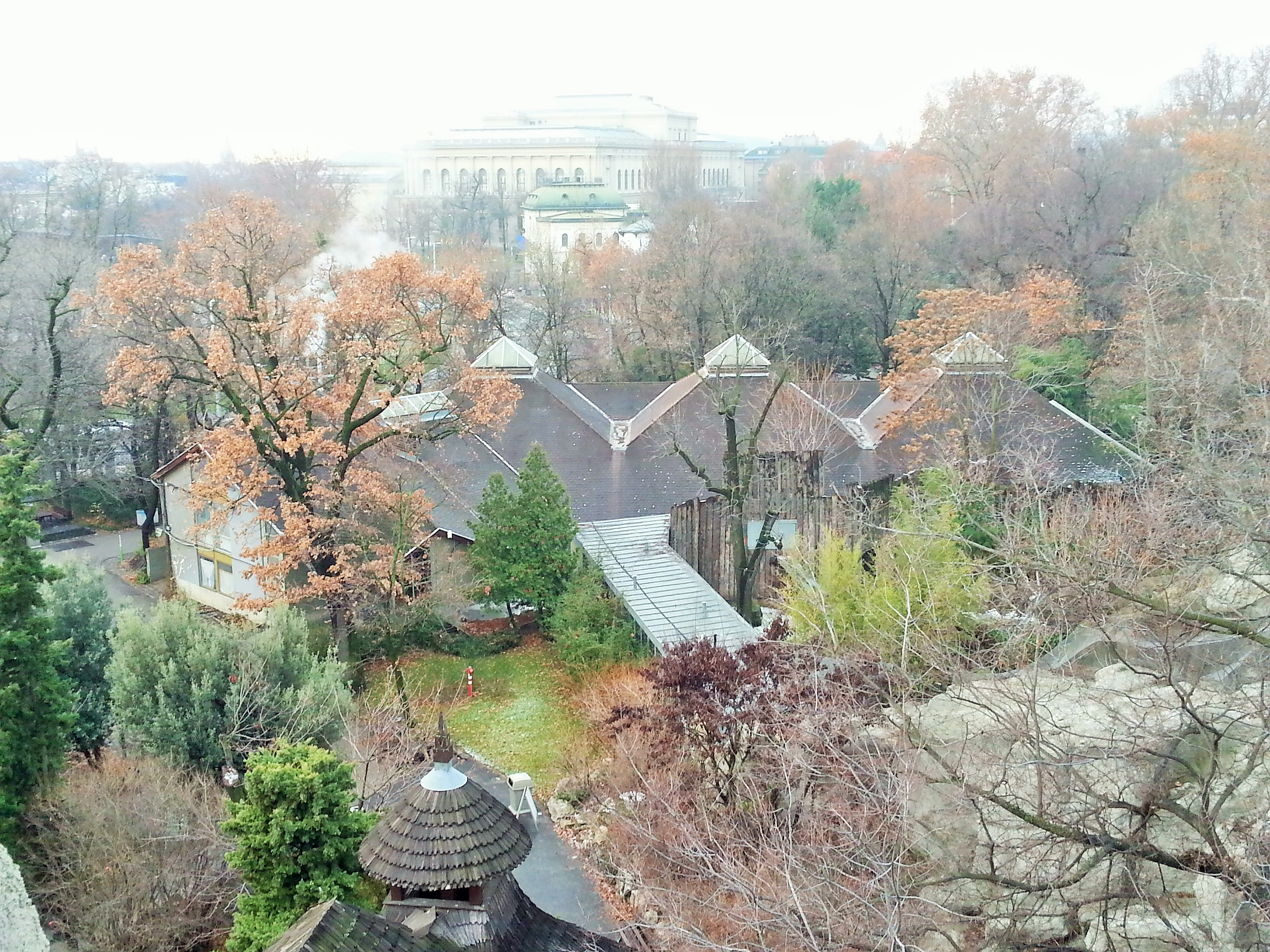
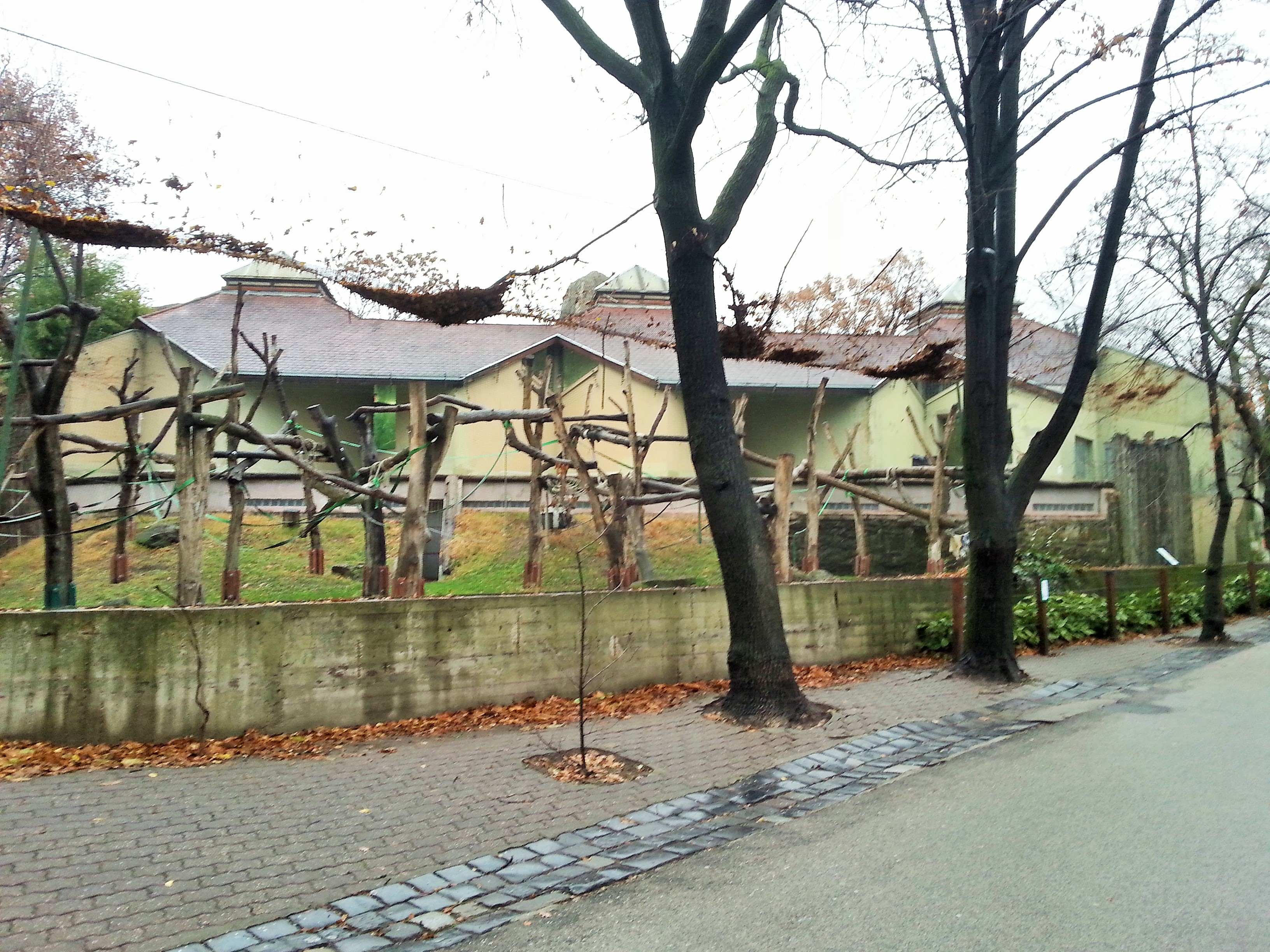
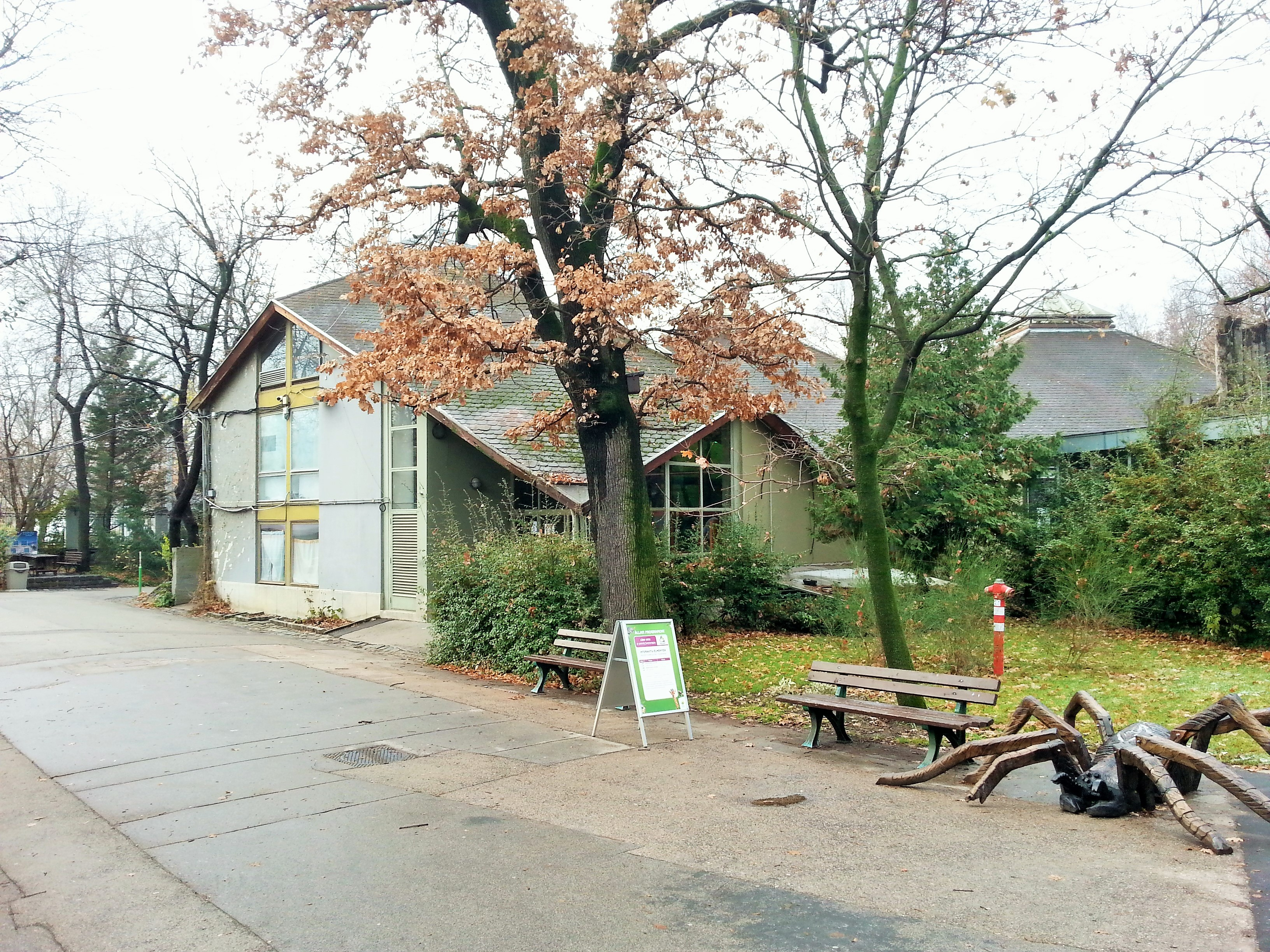
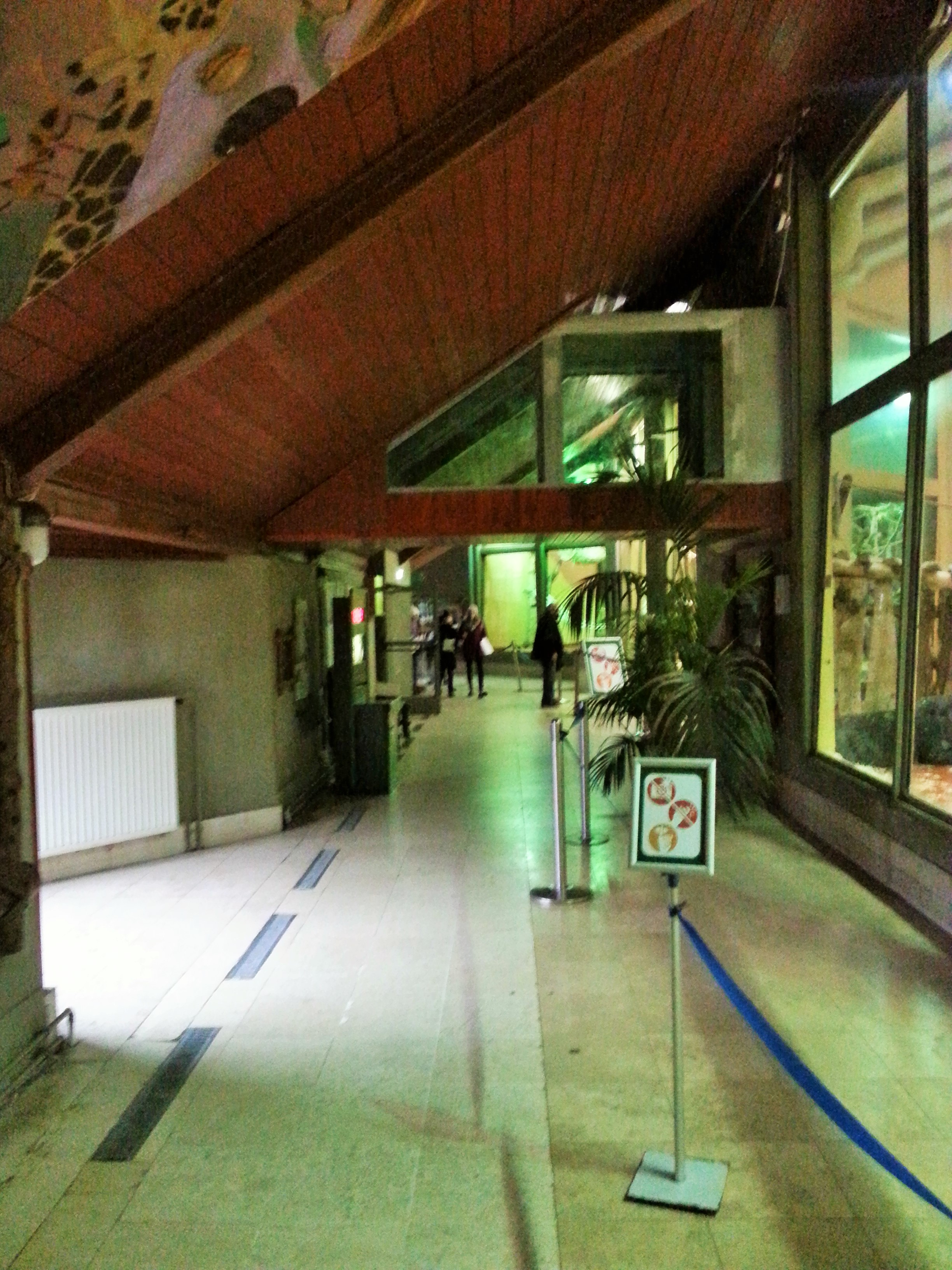
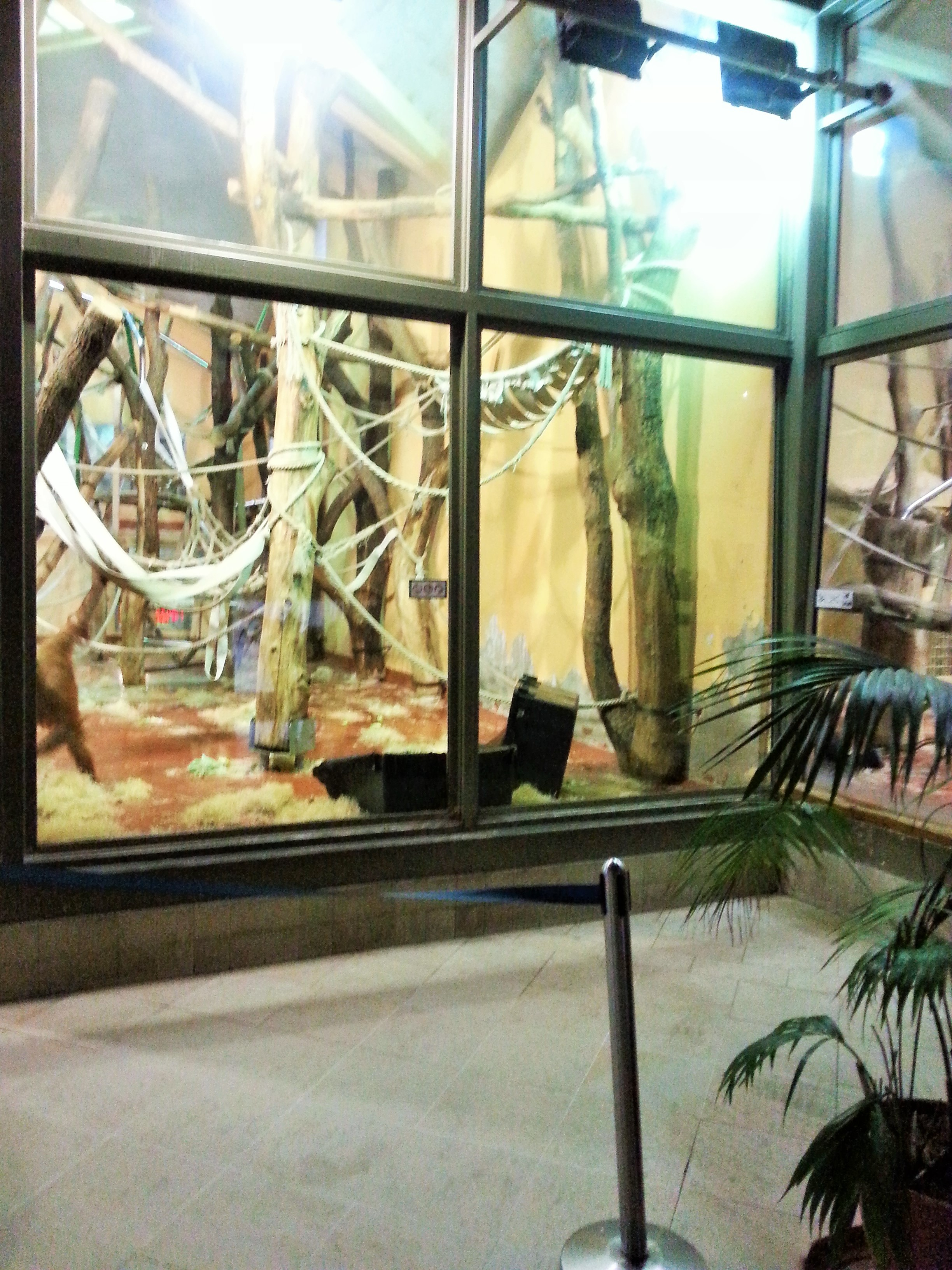
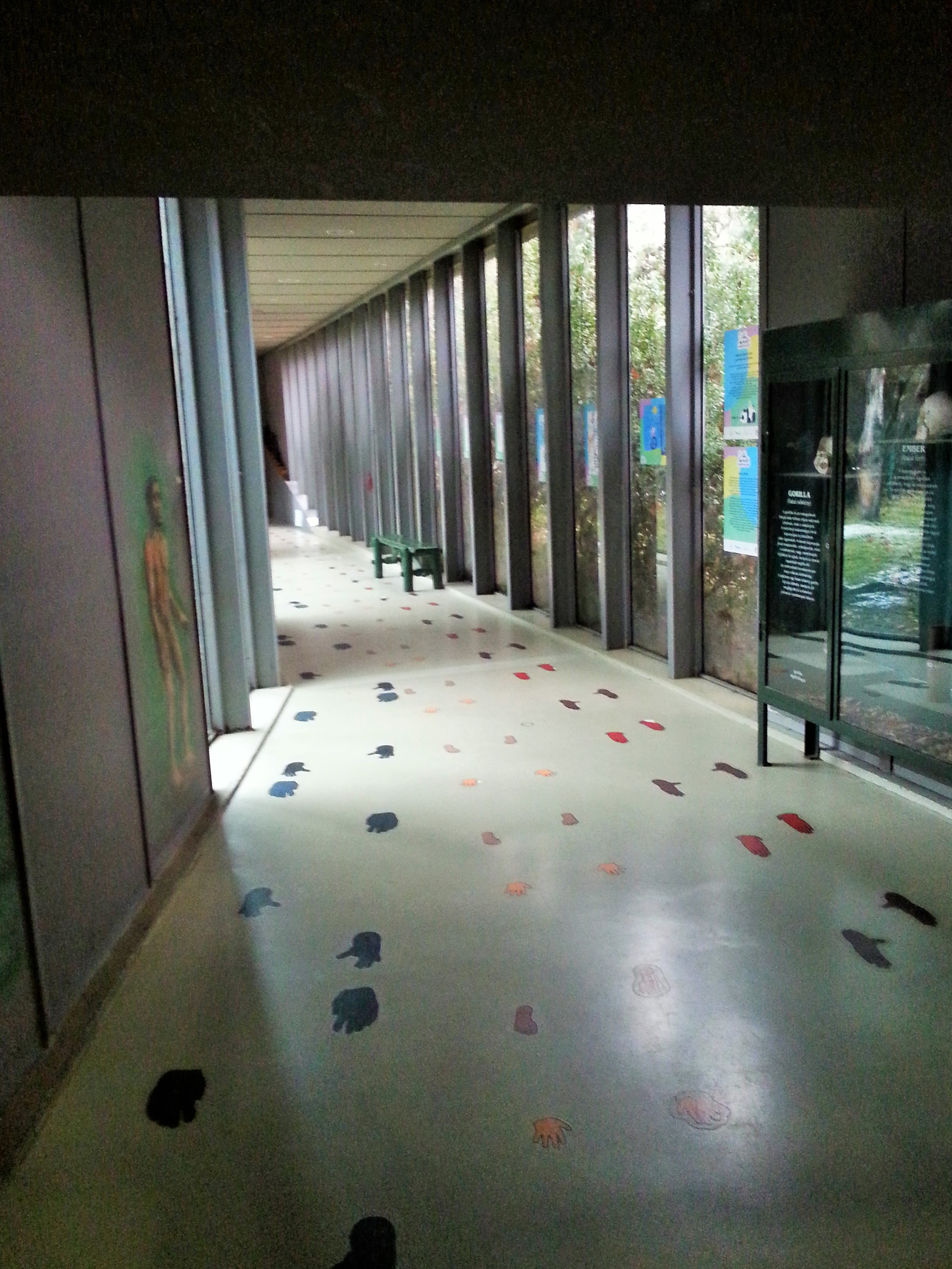

## Egyéb irodalom
- Ablak a természetre. Évszázadok állatkertje Budapesten, Fővárosi Állat- és Növénykert, Budapest, 2001, ISBN 963-00-7243-2